# Дуравичский сельсовет
Дуравичский сельсовет (бел. Дуравіцкі сельсавет) — упразднённая административная единица на территории Буда-Кошелёвского района Гомельской области Республики Беларусь.

## История
В состав Дуравичского сельсовета входил (до 1976 года) посёлок Лосев, в настоящее время не существующий.
16 декабря 2009 года Дуравичский сельсовет. Территория упразднённого Дуравичского сельсовета, в том числе деревни Бурлак, Броды, Дубовица, Залуневье, Ленино, Мачулище, посёлок Болдуи и агрогородок Дуравичи, входившие в состав Дуравичского сельсовета, включена в состав Октябрьского сельсовета.

## Состав
Дуравичский сельсовет включал 8 населённых пунктов:
- Болдуи — посёлок
- Броды — деревня
- Бурлак — деревня
- Дубовица — деревня
- Дуравичи — агрогородок
- Залуневье — деревня
- Ленино — деревня
- Мачулище — деревня